# Atractodes romani
Atractodes romani là một loài tò vò trong họ Ichneumonidae.